# Simone Luzzatto
Pour les articles homonymes, voir Luzzatto.
Simone Luzzatto (en hébreu : שמחה לוצאטו Simha Luzzatto) est un rabbin vénitien du XVIIe siècle (Venise, c. 1580 - 6 janvier 1663). Orateur, il partagea le rabbinat de Venise avec un autre rabbin, Léon de Modène. Ils coproduisirent un ouvrage sur les Karaïtes.

## Éléments biographiques
Simone Luzzatto naît dans une famille juive aisée, établie à Venise depuis plus de deux siècles au moment de sa naissance.
Jacob Aboab affirme avoir vu à Venise un recueil des sermons et responsa de Luzzatto qui incluait une décision quant à l'utilisation de la gondole le chabbat.

## Œuvres
Simone Luzzatto connaît aussi bien la littérature ancienne que la littérature contemporaine. Il est connu comme l'auteur de deux ouvrages écrits en italien. 

### Discorso Circa il Stato degli Hebrei
Le Discorso (Venise, 1638) est un traité sur le statut des Juifs, particulièrement à Venise. Il se livre à une apologie des Juifs en dix-huit arguments, développés en un chapitre chacun. 
Il explique leur utilité dans le commerce, établit les avantages pour l’État d’encourager leurs activités, insiste sur leur respect des lois de l’État. Le grand mérite de cet ouvrage est son impartialité car, si Luzzatto mentionne les qualités des Juifs, il n’oublie pas leur défauts. Il montre une remarquable compréhension du commerce de son époque et des influences politiques qui l'impactent. Selon lui, la majorité des gens ont peu d’antipathie envers les Juifs, de qui ils dépendaient en quelque sorte pour leur vie quotidienne ; ce sont les patriciens et les fanatiques religieux qui, par jalousie, plaidaient pour des mesures restrictives envers les Juifs ou même leur bannissement.
L’usage de l’italien, outre qu’il rompt avec la tradition rabbinique, permet la lecture et par conséquent la diffusion de cet ouvrage aux  gentils. Il atteint de la sorte son but, évitant aux Juifs un statut plus défavorable ou même une expulsion.

### Socrate

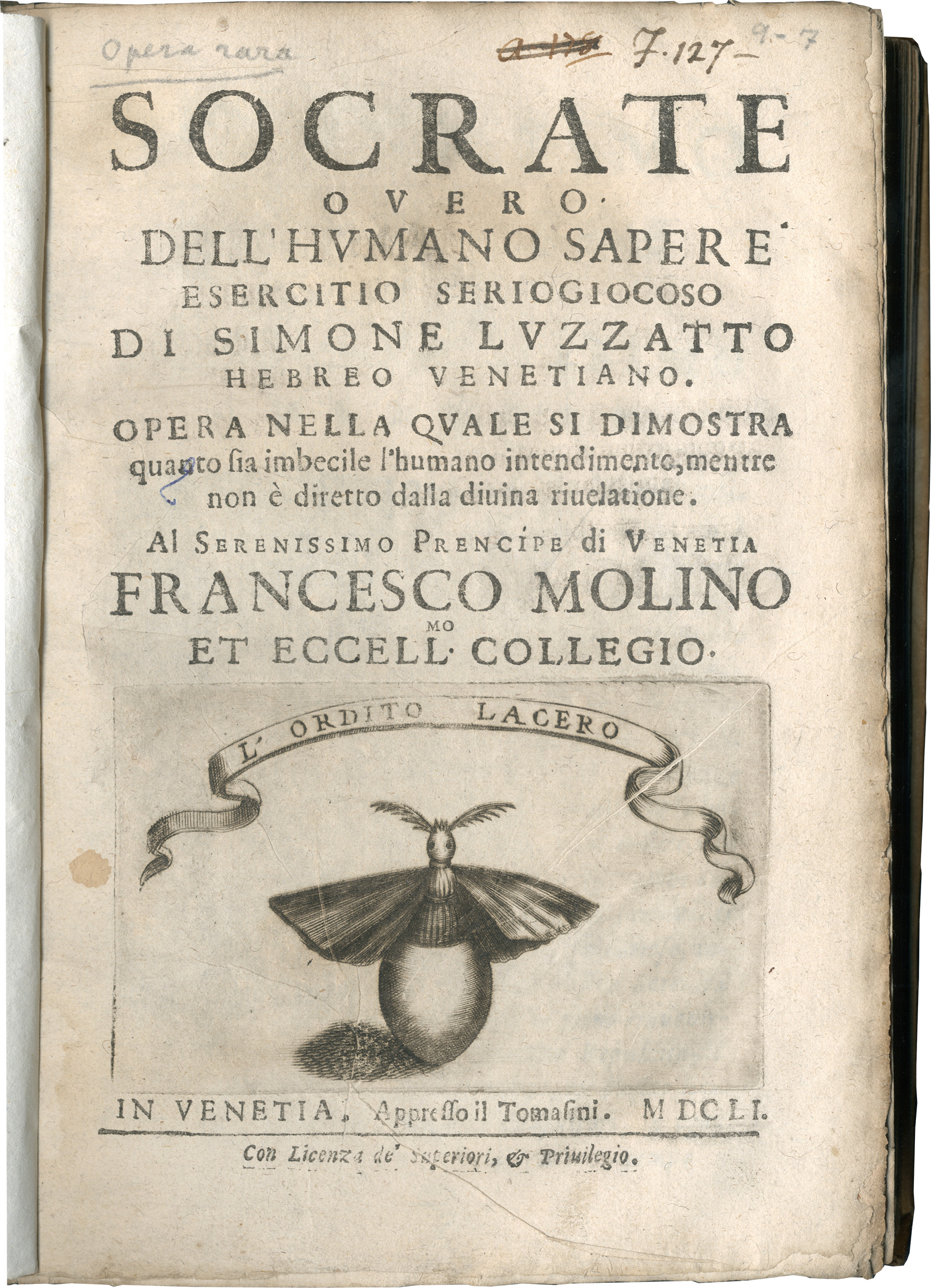
Frontispice de l'ouvrage de rabbi Simone Luzzatto intitulé Socrate ouero Dell'humano sapere (1651).

Socrate, publié à Venise en 1651 et dédié au doge et au Sénat de Venise, est un ouvrage de jeunesse. Luzzatto entreprend d’y démontrer, sous forme d’une parabole où il exprime par la bouche de Socrate ses propres idées, que la raison humaine est impuissante si elle n’est pas aidée par la révélation divine. 
La Raison, emprisonnée par l’Autorité Orthodoxe, fait appel pour obtenir sa libération, à l’Académie de Delphes qui a été fondée pour corriger les erreurs de l’intelligence humaine. L’Académie accepte sa demande, malgré les remontrances de Pythagore et d’Aristote qui argue que la Raison libérée répandrait les plus effrayantes erreurs. La Raison libérée cause de grands malheurs et les académiciens ne savent plus que faire, jusqu’à ce que Socrate leur conseille de combiner Raison et Révélation. 
Il est clair que Luzzatto est à la fois un penseur et un croyant. Il ne partage pas l’idée de Manasse ben Israël que les dix tribus existeraient toujours quelque part dans le monde. Il soutient que la révélation de Daniel réfère non pas à un futur Messie mais, au contraire à des événements passés. La parole de Luzzatto a été mal comprise ou même délibérément pervertie par le converti Samuel Nahmias (devenu Giulio Morisini) qui fait dire à Luzzatto, dans son ouvrage 'Via della Fide, que la révélation de Daniel pourrait désigner Jésus comme le Messie. 